# Statue de Notre-Dame de France (Baillet-en-France)
Pour les articles homonymes, voir Notre-Dame de France.
Ne doit pas être confondu avec Statue de Notre-Dame de France.
La statue de Notre-Dame de France est une œuvre monumentale, œuvre du sculpteur Roger de Villiers, et forgée par Raymond Subes pour décorer le pavillon pontifical lors de l'exposition universelle de 1937 à Paris. La statue en cuivre doré mesure 7,2 m et représente la Vierge Marie portant sur son épaule l'Enfant Jésus, les bras ouverts sur le monde. 
Conservée en place un an après l'exposition, le cardinal Verdier émet le souhait que la statue ne soit pas détruite, mais installée sur une colline proche de Paris. Il lance une levée de fonds en ce sens, mais la guerre et sa mort mettent fin au projet. En 1959, la statue est installée au sommet de l'église Saint-Honoré d'Amiens. Elle y reste jusqu'en 1982 où elle doit être démontée du fait de fissures dans sa structure.
Entreposée plusieurs années, à l'abandon, elle est récupérée en 1984 par Edmond Fricoteaux, notaire à Saint-Denis, qui souhaite faire ériger une grande statue de la Vierge, en remerciement à la suite de sa conversion. La statue est installée à Baillet-en-France, à 18 km au nord de Paris, en octobre 1988, en pleins champs, au bord de la nationale 1, au sommet d'un piédestal de 25 m de haut.
Au pied de la statue, un oratoire, puis une petite chapelle sont construits. L'évêque installe un prêtre comme chapelain de ce « sanctuaire » qui reçoit beaucoup de visites et rassemble régulièrement des communautés chrétiennes.
En 1994 débute un nouveau projet de « Vierges pèlerines », copies de la statue Notre-Dame de France, mais aussi d'autres Vierges vénérées en France. Ce projet, lancé par les laïcs, obtient le soutien d'évêques et de religieux, et rassemble une centaine de statues de la Vierge. Après avoir parcouru la France durant plusieurs années, les statues partent parcourir le monde entier, et différents projets s'agrègent et se développent autour de ce mouvement initial de « Vierge pèlerine ».

## Historique

### Exposition universelle de1937

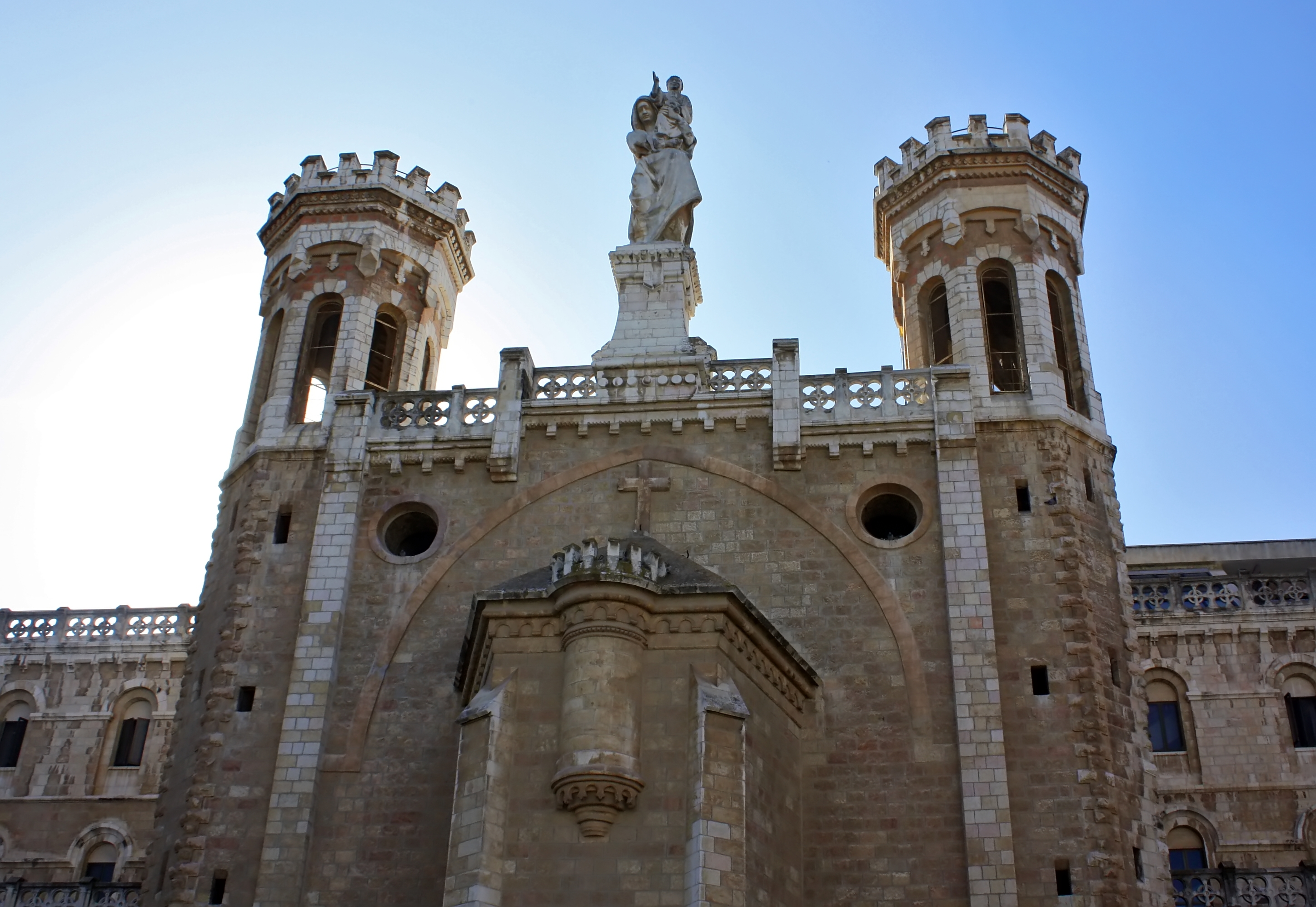
Façade de l'église Notre-Dame de France, aujourd'hui Notre-Dame de Jérusalem.

La statue est réalisée pour décorer le pavillon pontifical lors de l'exposition universelle de 1937 à Paris. Ce pavillon, construit sur la colline du Trocadéro, est réalisé par l'architecte Paul Tournon, et la sculpture, conçue par le sculpteur Roger de Villiers, est réalisée par le maître métallier Raymond Subes. La sculpture est intitulée alors « La Vierge portant haut l'Enfant les bras ouverts sur le monde ». Pour réaliser son œuvre, l'artiste s'inspire de la statue de la Vierge présente sur le Centre Notre-Dame de Jérusalem (es) à Jérusalem. Ce centre avait été construit par les religieux Assomptionnistes à la toute fin du XIXe siècle (à l'époque, l'église surplombée par la statue de « la Vierge à l'enfant » s'appelait « Notre-Dame de France », elle a été rebaptisée depuis),,.
À l'issue de l'exposition, le pavillon du Vatican n'est pas détruit mais conservé durant une année de plus, alors que les autres pavillons des Nations sont démontés. Il est rebaptisé « Pavillon Marial », et la statue prend le nom de « Notre-Dame de France » à l'occasion du 300e anniversaire de la consécration de la France à la Vierge Marie par Louis XIII. La statue est finalement descendue lors de la démolition du pavillon après 1er novembre 1938,,.

### Installation provisoire
Lors du démontage du pavillon, et de la descente de la statue, le 2 novembre 1938, l'archevêque de Paris, le cardinal Verdier écrit dans le journal La Croix qu'il souhaite que « la statue lumineuse de Notre-Dame de France, qui avait si magnifiquement couronné le Pavillon pontifical devenu Pavillon marial, ne disparaisse pas, mais qu'elle soit érigée sur une colline proche de Paris, pour faire pendant au Sacré-Cœur de Montmartre ». Le cardinal lance une souscription, mais la guerre en 1939, puis sa mort en 1940, font tomber ce projet dans l'oubli,,.
En 1959, la statue est installée au sommet de l'église Saint-Honoré d'Amiens. Elle y reste jusqu'en 1982, après que l'on ait repéré des fissures et des affaissements sur la statue. Celle-ci doit alors être déposée au moyen d'une grue (pour éviter tout accident). La statue est alors entreposée dans les sous-sols d'une école publique d'Amiens,.
En avril 1984, Edmond Fricoteaux, notaire à Saint-Denis, accompagné de son épouse se rend à Rome en pèlerinage. Alors qu’il assiste à la messe dans la basilique Sainte-Marie-Majeure, il vit une conversion et en ressort « assoiffé de Dieu » et « inondé d'un amour immodéré pour la Vierge Marie ». En guise de « remerciement », il souhaite réaliser un projet pour la Vierge (lui « faire un cadeau »). Il imagine le projet d'ériger une statue monumentale de la Vierge Marie sur le bord d’un grand axe routier. Il réfléchit sur son projet, contacte des sculpteurs, fait faire des devis, s’accorde avec l’évêque du lieu qu’il a choisi, lorsqu’il apprend que la « statue qu'il projette de faire réaliser existe déjà ». Il découvre l’existence de la statue « Notre-Dame de France » qui couronnait le Pavillon pontifical de l’Exposition universelle en 1937, mais également que cette statue est « égarée ».
Edmond Fricoteaux part donc à la recherche de la statue monumentale, et après une longue enquête, il découvre la statue, gisant, depuis quatre ans en pièces détachées, dans les sous-sols d’une école publique d'Amiens. À la demande de l’évêque de Pontoise, le conseil municipal d'Amiens donne son accord pour le transfert de la statue,.

### Nouvelle installation
Le notaire, avec l'aide de la congrégation des Serviteurs de Jésus et Marie, organise une souscription pour financer la restauration de la statue et son installation sur un nouveau site. Ce sont 25 000 souscripteurs qui sont mobilisés, ce qui permet de financer la restauration de la statue par l'atelier Quesnel à Corbie dans la Somme. Sa restauration demandera 2 000 heures de travail au maitre serrurier,. Le montant collecté par les dons atteint la somme de 17 millions de francs, dépassant largement les attentes des tenants du projet.
L'installation de la statue se fait à Baillet-en-France, à 18 km au nord de Paris. La statue de 7 m de haut est installée sur un piédestal de 25 m.  Son installation et bénédiction officielle se fait le 15 octobre 1988, soit presque 50 ans jour pour jour après le vœu du cardinal Verdier (le 2 novembre 1938). Cette cérémonie, présidée par le cardinal Jean-Marie Lustiger, archevêque de Paris, se fait en présence de sept autres évêques, du Nonce apostolique et de 52 000 personnes,,,. La statue est bénie sous le titre de « Notre-Dame de France, Reine de la paix ».

## Description

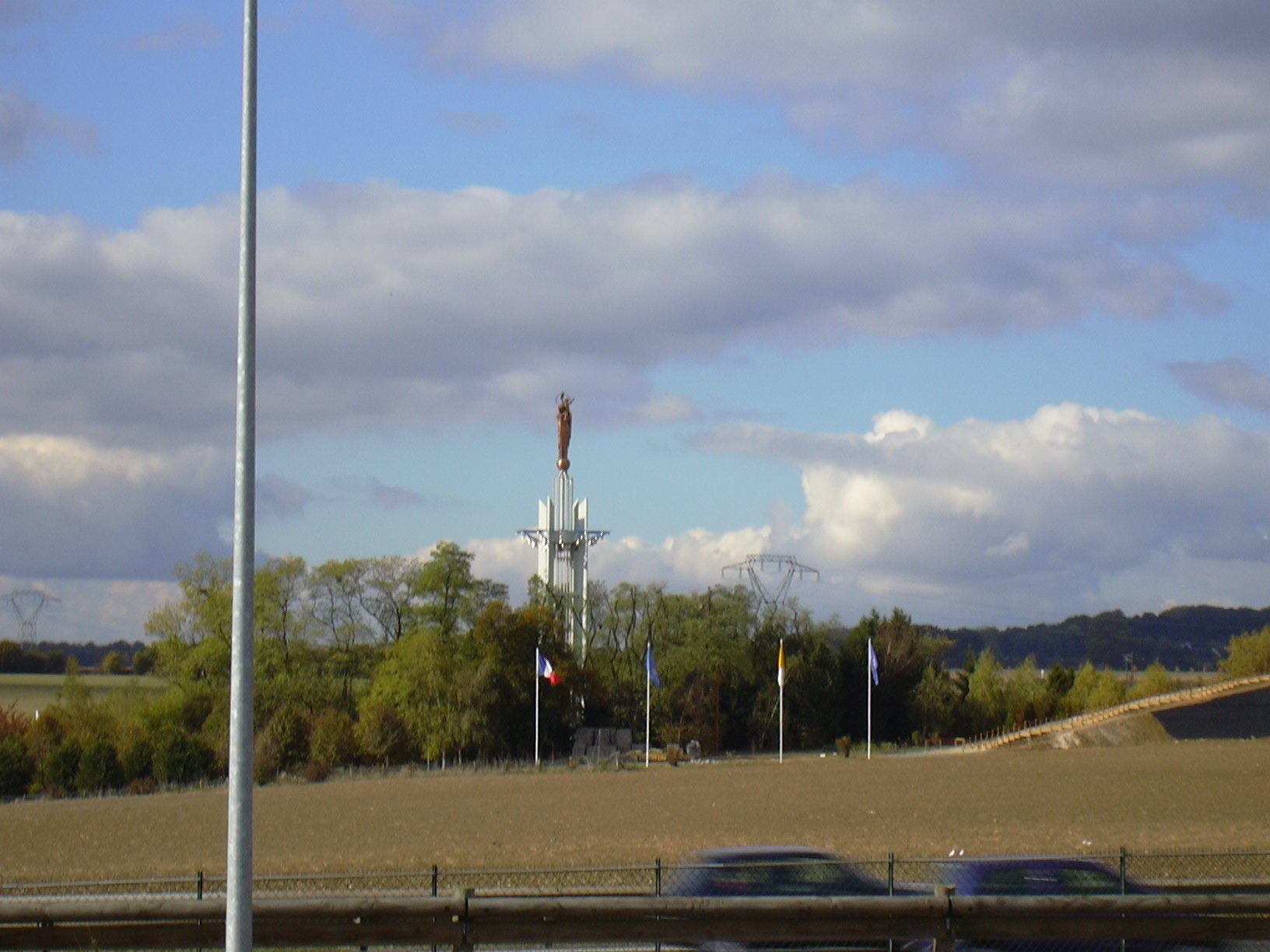
Vue de la statue depuis la route.

### Caractéristiques
La statue de 7,2 m de haut, est installée sur un piédestal de 25 m. La sculpture est réalisée en cuivre doré. Marie Persidat précise : Notre-Dame de France n'est pas une représentation de la Vierge comme les autres, il s'agit d'une mère de Jésus « portant haut l'Enfant les bras ouverts sur le monde »,.
La Vierge est représentée, debout sur un globe, tenant son fils sur son épaule gauche. Elle a la tête légèrement baissée. L'enfant Jésus a les mains levées, les bras écartés, mains ouvertes, tenant un rameau d'olivier dans la main droite. La Vierge est couronnée par 12 étoiles, comme la Vierge de la médaille miraculeuse.

### Emplacement
Le site de Baillet-en-France a été choisi pour sa proximité avec Paris et son accessibilité par les transports. Du haut de son piédestal, la statue domine les vastes champs de la plaine de France, dans un petit écrin de verdure, le long de la nationale 1 en direction de Beauvais,,.

## Autour de la statue

### Site
Un vaste terrain autour de la statue permet l'accueil des groupes importants lors de réunions car des pelouses et des massifs de fleurs entourent la statue de la Vierge. Un parking a été aménagé pour les voitures des visiteurs. Le site est éclairé dès que le soir tombe et la statue illuminée est visible de la route nationale (toute proche).

#### Sanctuaire
En septembre 2011, le père Yves Jacquesson a été nommé chapelain du sanctuaire Notre-Dame de France par l'évêque, Stanislas Lalanne. Ce sanctuaire dépend directement de l'évêque de Pontoise, il est la propriété de la Confrérie Notre-Dame de France.

#### Oratoire
L'oratoire est construit selon un plan quadrangulaire, couvert d'une toiture-terrasse sur laquelle est bâti le piédestal de 25 m. La statue de la Vierge est placée au sommet de ce piédestal. Cet oratoire est un lieu de prière et de recueillement. Il y a été installé une copie de la statue de « Notre-Dame de France ». Cette copie est l'œuvre de madame Leconte (inspirée de la statue originale). Dans l'oratoire se trouve également une icône de Jésus miséricordieux et une grande statue de saint Louis-Marie Grignion de Montfort. L'oratoire est ouvert au public à toute heure de l'année.
En août 2017, l'oratoire est touché par un incendie d'origine accidentel. C'est la charpente de l'auvent qui constituait l'oratoire qui a pris feu et a été entièrement détruite. La statue Notre-Dame de France n'est pas touchée par le sinistre,.

#### Chapelle
En 2017 est lancée la construction d'une petite chapelle. D'une capacité de 140 places, elle est inaugurée en octobre 2018 et bénie par Stanislas Lalanne, évêque de Pontoise.

#### Carillon

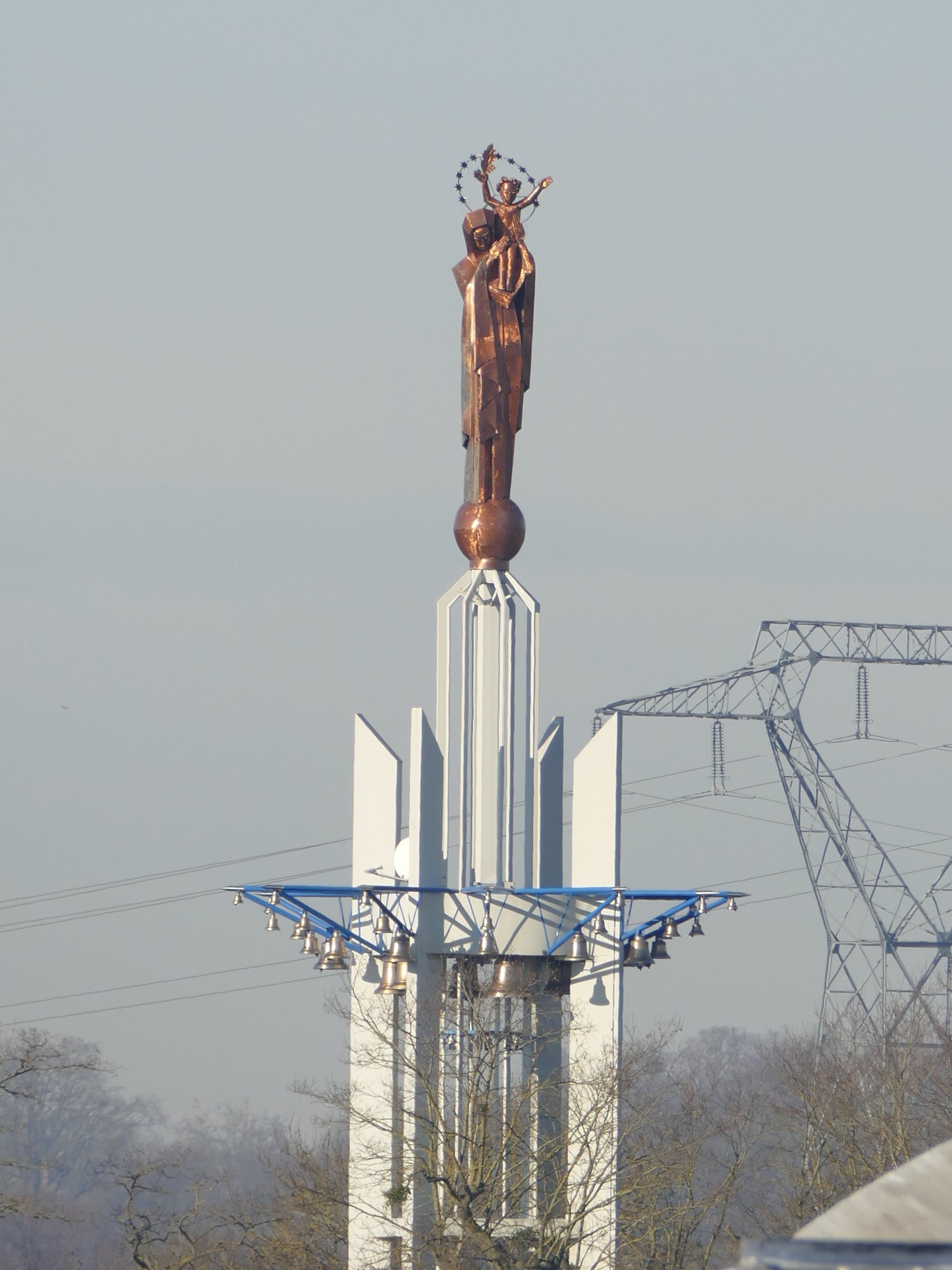
La statue et son carillon, au sommet du piedestal.

À l'occasion du 15e anniversaire de l'installation de la statue, le 12 octobre 2003, différents donateurs ont financé et offert au site un carillon de 50 cloches. Ce carillon est le plus important au nord de la Loire « par le nombre de cloches et par sa très haute définition musicale et informatique ».
Depuis cette date, tous les quarts d'heure, une mélodie mariale est jouée sur le carillon.
Les cloches ont été baptisées de différents noms bibliques liés à la Vierge Marie, ou de grands saints chrétiens ayant diffusé sa dévotion. Nous pouvons citer : saint Jean le Baptiste, Élisabeth et Zacharie (parents de saint Jean), saint Joseph (époux de Marie), Anne et Joachim (parents de la Vierge), saint Pierre et Paul apôtres, saint Bernard de Clairvaux et saint Louis-Marie Grignion de Montfort.

### Activités autour de la statue

#### Sur le site
À la suite de l'installation de la statue et sa bénédiction en 1988, une confrérie de laïcs a été créée : la confrérie « Notre-Dame de France ». Cette confrérie fait vivre ce lieu en organisant des pèlerinages, des rassemblements, et l'envoi de Vierges pèlerines en France et à l'étranger.
Des fidèles viennent tous les jours sur ce lieu, au pied de la statue, pour prier la Vierge Marie, ce qui en fait un monument très visité,. Le site est particulièrement fréquenté par les communautés tamoules d'Inde et du Sri Lanka. Chaque année, le 15 août, plus de 5 000 chrétiens tamouls y célèbrent l'Assomption. La communauté chrétienne chaldéenne vient aussi s'y recueillir. 
À l'occasion des 30 ans de l'érection de la statue sur ce lieu, une grande fête a été organisée le 13 octobre 2018 avec messe et feu d'artifice.

#### Les vierges pèlerines
Le projet des « vierges pèlerines » est conçu par des laïcs (liés à ce sanctuaire), de 1989 à 1994. Une nouvelle statue est sculptée pour ce projet, c'est-à-dire un modèle réduit de la statue « Notre-Dame de France », auquel s'ajoutent des copies d'autres statues de la Vierge, vénérées en France (telles que Notre-Dame de Lourdes, Notre-Dame de Liesse, Notre-Dame de Beauchesne...). Au total ce sont 108 statues de la Vierge qui sont mises en œuvre. Ce projet, qui se veut une « visitation de Marie », est soutenu par plusieurs communautés contemplatives,.
Le 8 septembre 1995 a lieu le lancement du pèlerinage à partir du Puy-en-Velay dans une opération intitulée « le grand départ ». La bénédiction de Notre-Dame de France est effectuée par trois évêques sur les marches de la cathédrale du Puy-en-Velay. C'est le début de l'opération « Marie aux 108 noms, ambassadrice de nos diocèses » qui débute sur les routes de France. À l'occasion de la visite du pape Jean-Paul II à Reims, le 22 septembre 1996, pour la fête du 1500e anniversaire du baptême de Clovis, le mouvement de pèlerinage s'ouvre sur le monde. Les statues sont bénies à Rome par le pape le 8 décembre 1996, puis le 14 décembre à Istanbul par le patriarche Bartholomée Ier de Constantinople. Ces statues partent ensuite pour aller parcourir le monde et proposer une grande prière de l'unité jusqu'à l'an 2000. Ce sont 750 statues qui parcourent la France en l'an 2000, et plus de 6 000 dans le monde (d'après les organisateurs).
Dans le cadre de ce pèlerinage des statues de Notre-Dame de France, un grand pèlerinage est organisé en 2020, de juin à septembre, de deux statues, installées sur des calèches tirées par des chevaux, partant des sanctuaires de Lourdes et de la Salette, pour visiter les cinq grands lieux d'apparition mariale français du XIXe siècle (Lourdes, Pontmain, Pellevoisin, la rue du Bac et la Salette), en suivant un tracé sur « le M de Marie ».